# 丸田榮藏
丸田 榮藏（まるた えいぞう、1943年 - ）は、工学博士（1984年、日本大学）、元日本大学教授。専門は風工学。石川県七尾市生まれ。

## 来歴
1967年、日本大学理工学部建築学科卒業。1969年、同大学院理工学研究科修士課程修了。
1969年、日本大学生産工学部副手。1972年、同助手。1976年、専任講師。1984年、工学博士学位取得。1984年、日本大学生産工学部助教授。1990年、同教授。

## 著書
『住宅の耐風設計施工点検指針』(共著、日本建築センター、1993年)、『建築物荷重指針・同解説』(共著、日本建築学会、1975年、1993年）「わかる建築学4 建築構造力学（学芸出版社、2009年）」、「わかる建築学5 建築構法（学芸出版社、2011年）」など。